# Syzygium polyanthum
Laurier indonésien
Espèce
Classification phylogénétique
Syzygium polyanthum, le laurier indonésien, est une espèce de plantes à fleurs de la famille des Myrtaceae et du genre Syzygium. C'est un arbre trouvé en Asie. Ses feuilles sont utilisées en cuisine sous le nom de feuilles de Salam, et son bois est vendu sous le nom de Kelat.

## Description
Il pousse jusqu'à 1 400 m d'altitude et peut atteindre 30 m pour un diamètre de 60 cm.
La pétiole peut mesurer 12 mm. La longueur des feuilles peut aller de 5 à 16 cm quand leur largeur varie de 2 à 7 cm.
Les fleurs ont une inflorescence en panicule. L'arbre peut fleurir dès l'âge de 3 ans et les fleurs et les fruits peuvent être présents toute l'année.
Dans certaines zones, il est invasif.

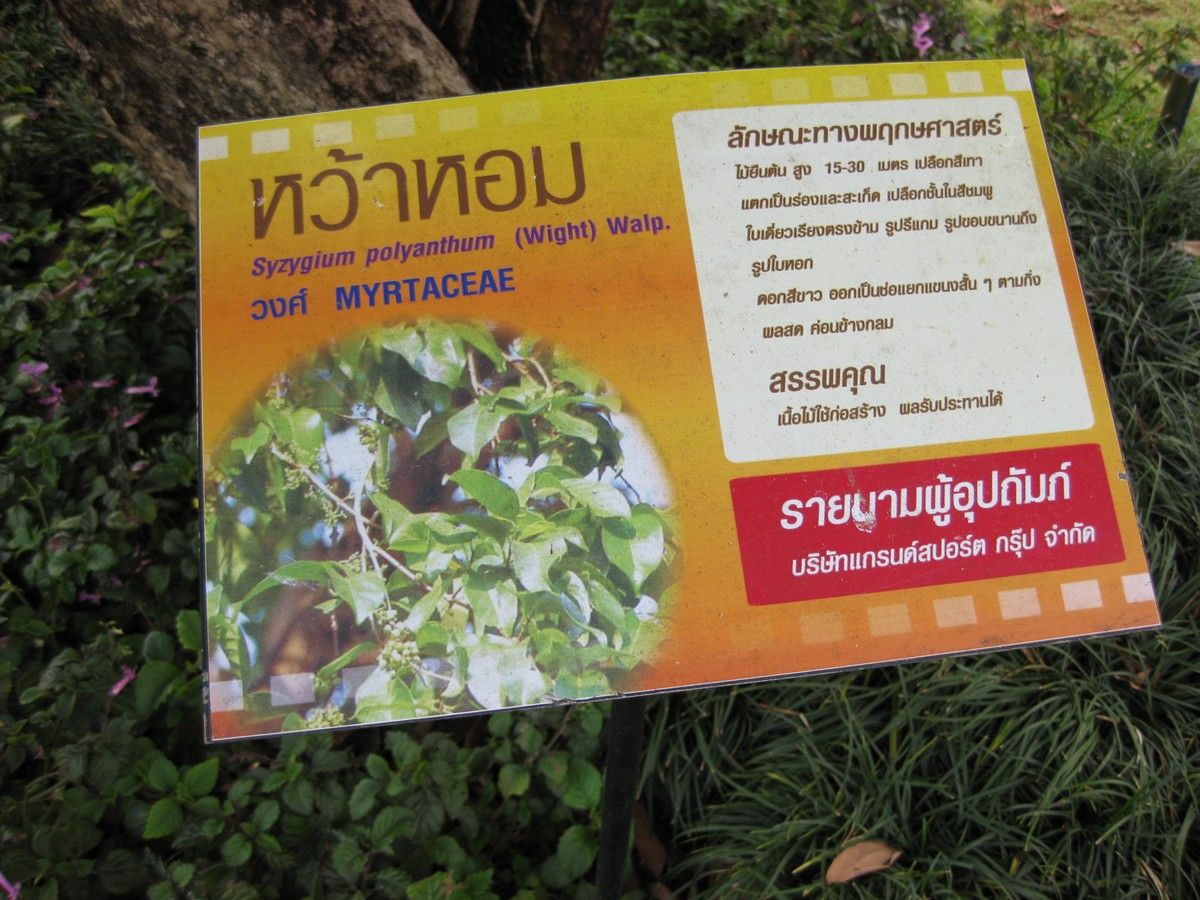
Panneau descriptif du Sygyzium polyanthum en langue siamoise indiquant une taille de l'arbre de 15 à 30 m, Jardin botanique de la reine Sirikit, Thaïlande

## Galerie

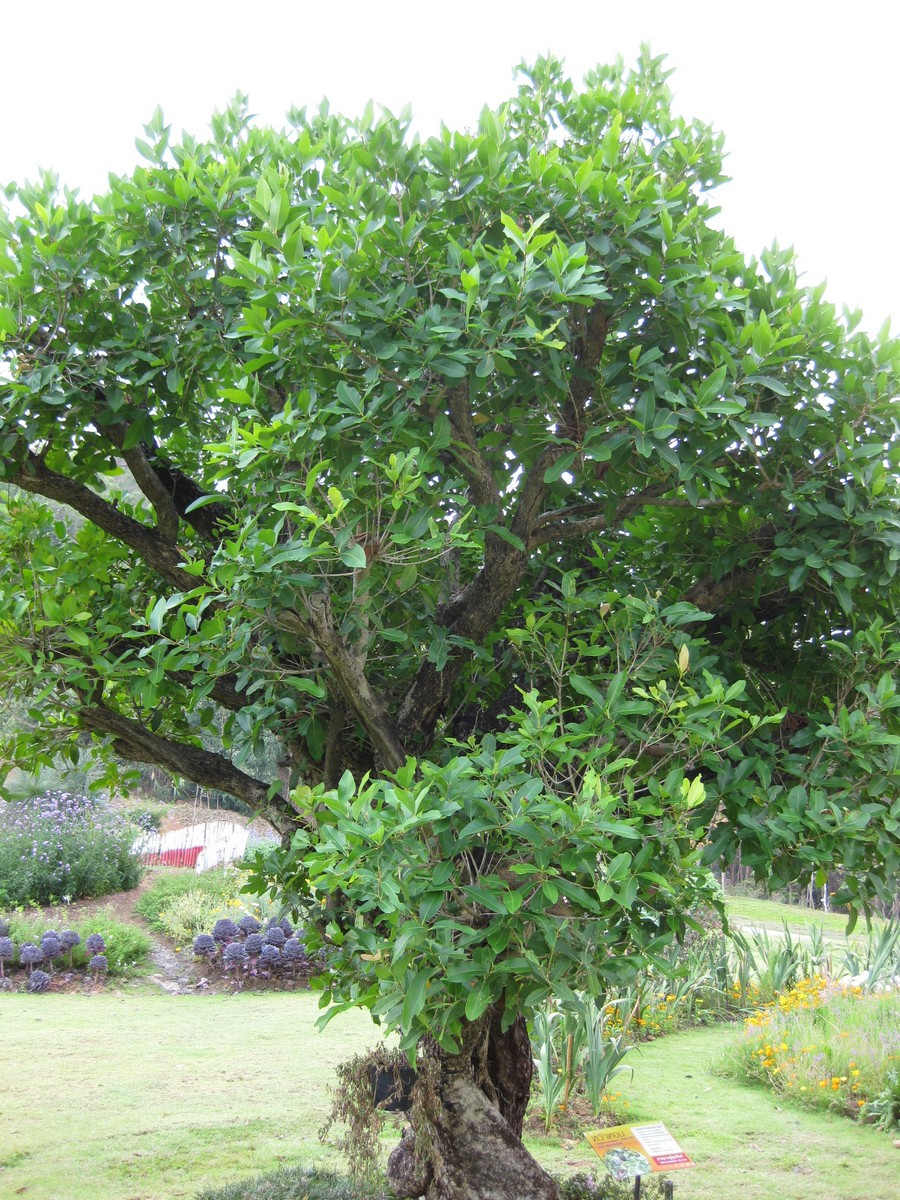
Un laurier indonésien, au jardin botanique de la reine Sirikit, en Thaïlande.
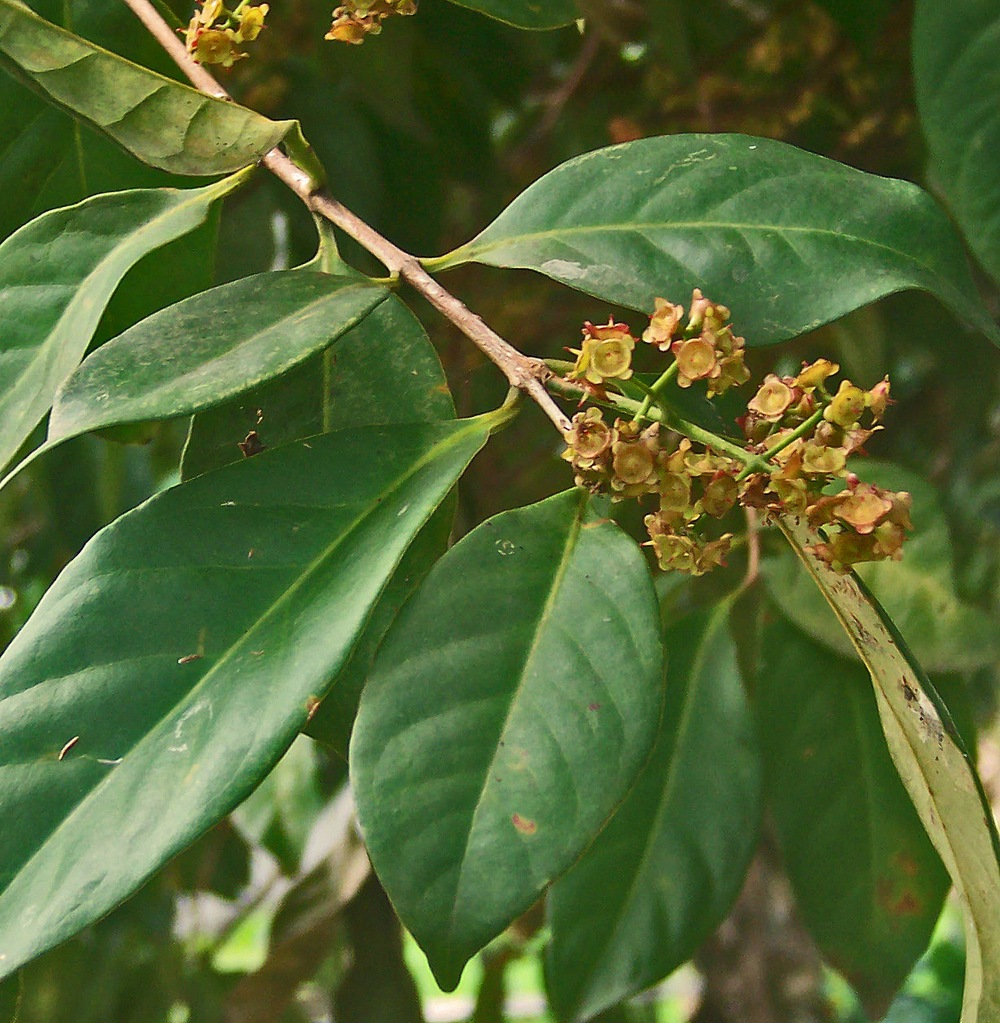
Feuilles et inflorescence en panicule des fleurs, à Bogor, sur l'île de Java, en Indonésie.
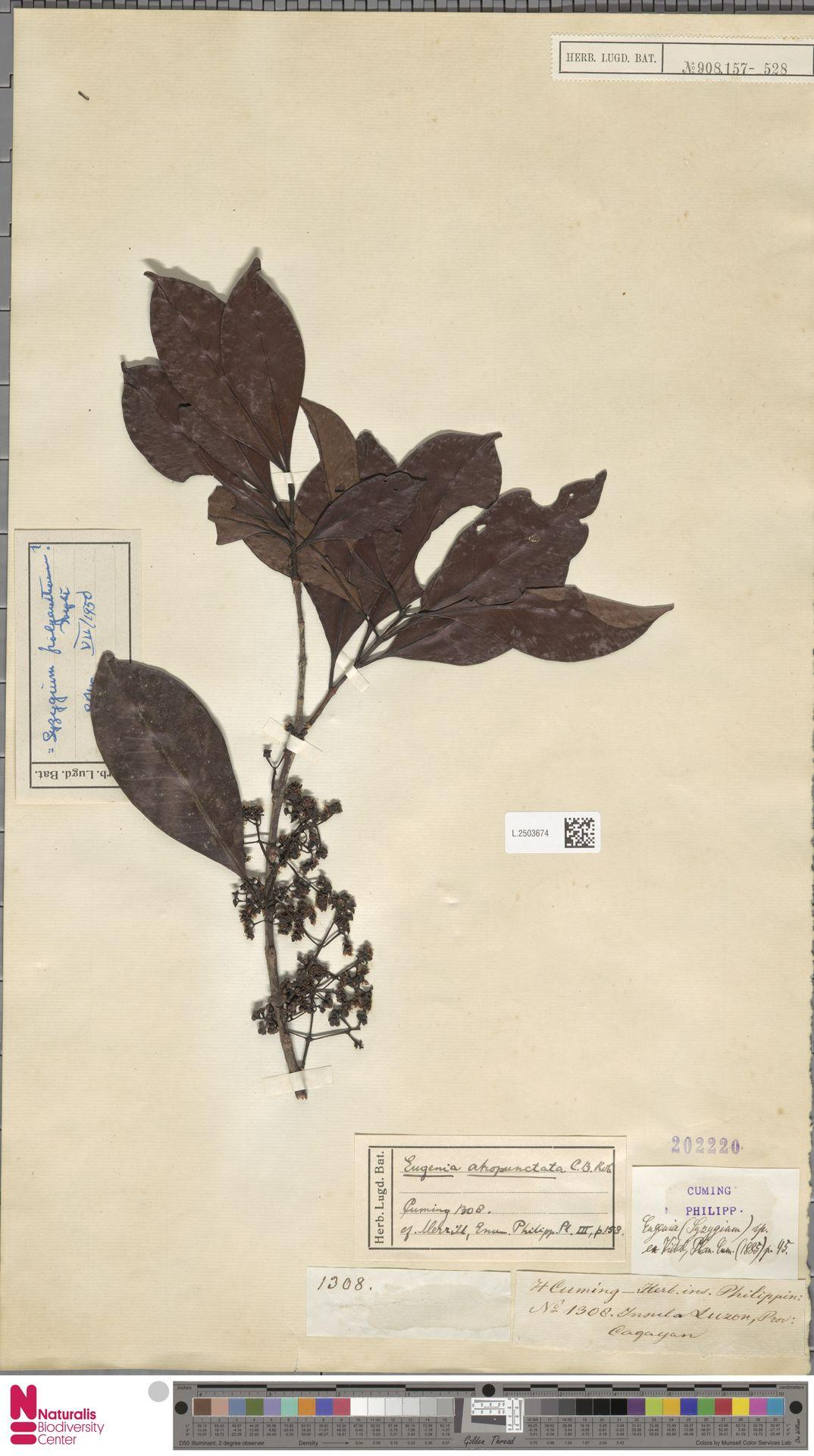
Herbier du Muséum d'histoire naturel de Leyde Naturalis, aux Pays-bas.
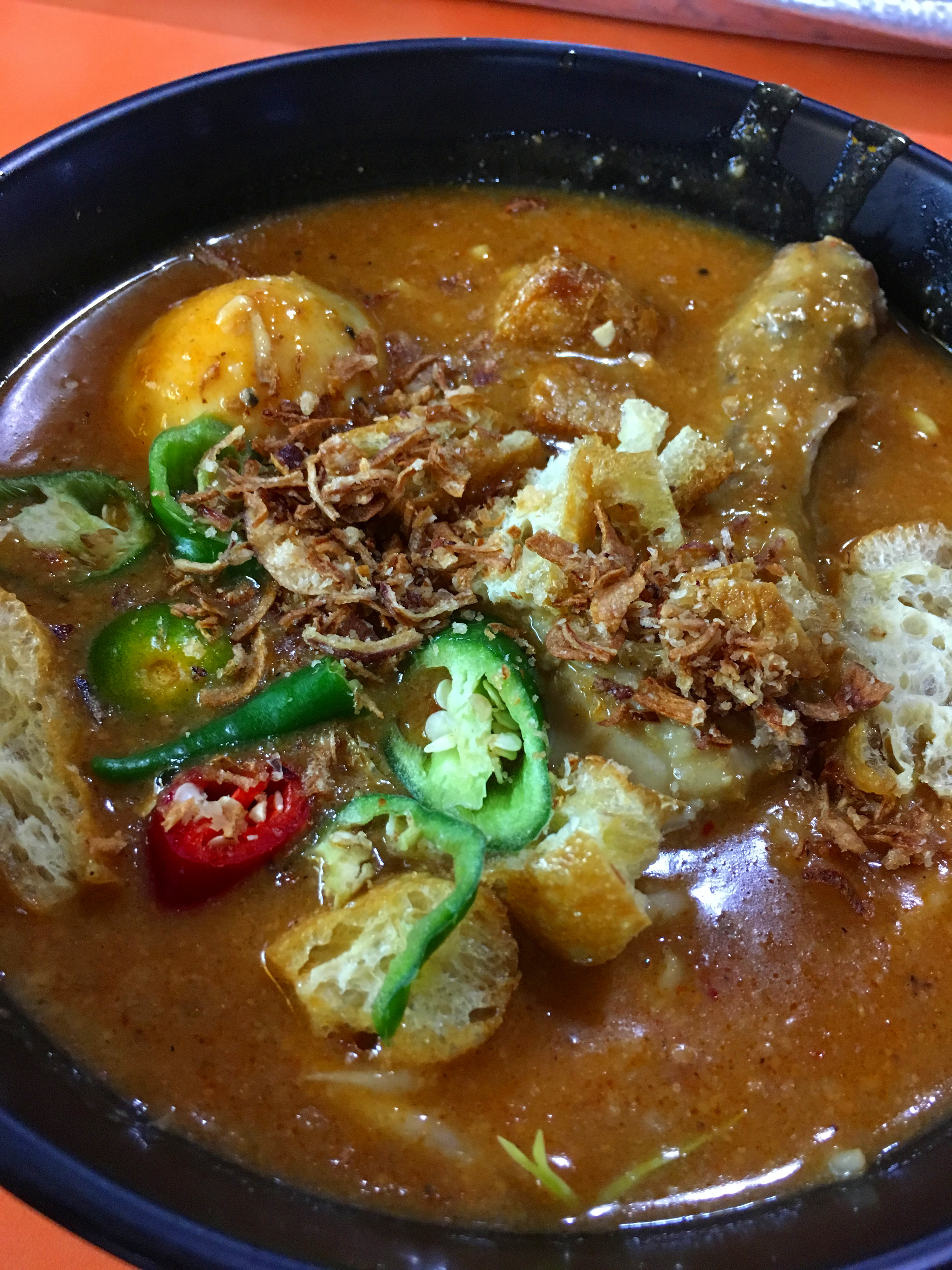
Un plat de nouilles populaire en Asie du Sud-Est, le Mi rebus, où ont été utilisées des feuilles de Salam.

## Cuisine
Ses feuilles sont appelées feuilles de Salam. Si elles n'ont presque pas d'odeur, elles dégagent leur saveur lorsqu'on les fait mijoter : elles doivent donc être ajoutées en début de cuisson. Elles peuvent être utilisées dans le nasi goreng, le pindang, le sate, saksang, etc.
Les fruits sont comestibles mais ont un goût légèrement astringent.

## Médecine
En médecine populaire, des extraits de feuilles et d'écorces sont utilisés contre la diarrhée. Les feuilles, l'écorce et les racines écrasées sont utilisées superficiellement contre les piqûres